# Liste der Bodendenkmäler in Tiefenbach (bei Landshut)
Auf dieser Seite sind die Bodendenkmäler in der niederbayerischen Gemeinde Tiefenbach zusammengestellt. Diese Tabelle ist eine Teilliste der Liste der Bodendenkmäler in Bayern. Grundlage ist die Bayerische Denkmalliste, die auf Basis des Bayerischen Denkmalschutzgesetzes vom 1. Oktober 1973 erstmals erstellt wurde und seither durch das Bayerische Landesamt für Denkmalpflege geführt wird. Die folgenden Angaben ersetzen nicht die rechtsverbindliche Auskunft der Denkmalschutzbehörde.

## Bodendenkmäler der Gemeinde Tiefenbach

### Bodendenkmäler in der Gemarkung Ast
| Lage           | Objekt | Akten-Nr.     | Bild |
| -------------- | --- | ------------- | ---- |
| Ast (Standort) | Siedlung vor- und frühgeschichtlicher Zeitstellung. | D-2-7538-0182 |      |
| Ast (Standort) | Viereckschanze der späten Latènezeit. | D-2-7538-0196 |      |
| Ast (Standort) | Verebneter Burgstall des Mittelalters. Siedlung vorgeschichtlicher Zeitstellung, unter anderem der mittleren Bronzezeit und der Urnenfelderzeit. | D-2-7538-0197 |      |
| Ast (Standort) | Verebnetes Grabenwerk der Gruppe Oberlauterbach, Siedlung des Mittelneolithikums (Stichbandkeramik/Gruppe Oberlauterbach), der mittleren bis späten Bronzezeit und der Urnenfelderzeit, der Latènezeit und der karolingisch-ottonischen Zeit, Bestattungsplatz der Schnurkeramik. Reihengräberfeld des frühen Mittelalters. | D-2-7538-0199 |      |
| Ast (Standort) | Siedlung vor- und frühgeschichtlicher Zeitstellung und verebneter Grabhügel mit Kreisgraben vorgeschichtlicher Zeitstellung. | D-2-7538-0202 |      |
| Ast (Standort) | Verebnete Grabhügel vorgeschichtlicher Zeitstellung. | D-2-7538-0203 |      |
| Ast (Standort) | Verebnete Viereckschanze der späten Latènezeit. | D-2-7538-0204 |      |
| Ast (Standort) | Verebnetes Grabenwerk und Siedlung vor- und frühgeschichtlicher Zeitstellung. | D-2-7538-0205 |      |
| Ast (Standort) | Siedlung vor- und frühgeschichtlicher Zeitstellung. | D-2-7538-0206 |      |
| Ast (Standort) | Siedlung vor- und frühgeschichtlicher Zeitstellung. | D-2-7538-0207 |      |
| Ast (Standort) | Siedlung vor- und frühgeschichtlicher Zeitstellung und verebneter Grabhügel mit Kreisgraben vorgeschichtlicher Zeitstellung. | D-2-7538-0208 |      |
| Ast (Standort) | Siedlung und verebnetes Grabenwerk vor- und frühgeschichtlicher Zeitstellung. | D-2-7538-0209 |      |
| Ast (Standort) | Verebnetes viereckiges Grabenwerk und Siedlung vor- und frühgeschichtlicher Zeitstellung. | D-2-7538-0210 |      |
| Ast (Standort) | Verebnete vorgeschichtliche Grabhügel und Siedlung vor- und frühgeschichtlicher Zeitstellung. | D-2-7538-0211 |      |
| Ast (Standort) | Verebnete Viereckschanze der späten Latènezeit. | D-2-7538-0212 |      |
| Ast (Standort) | Siedlung vor- und frühgeschichtlicher Zeitstellung. | D-2-7538-0213 |      |
| Ast (Standort) | Siedlung vor- und frühgeschichtlicher Zeitstellung. | D-2-7538-0214 |      |
| Ast (Standort) | Siedlung vor- und frühgeschichtlicher Zeitstellung. | D-2-7538-0215 |      |
| Ast (Standort) | Siedlung vor- und frühgeschichtlicher Zeitstellung. | D-2-7538-0216 |      |
| Ast (Standort) | Siedlung vorgeschichtlicher Zeitstellung, unter anderem der Bronzezeit. | D-2-7538-0217 |      |
| Ast (Standort) | Siedlung vor- und frühgeschichtlicher Zeitstellung. | D-2-7538-0218 |      |
| Ast (Standort) | Verebnete Viereckschanze der späten Latènezeit. | D-2-7538-0219 |      |
| Ast (Standort) | Siedlung und verebnete Gräben vor- und frühgeschichtlicher Zeitstellung. | D-2-7538-0258 |      |
| Ast (Standort) | Verebnete vorgeschichtliche Grabhügel und Siedlung vor- und frühgeschichtlicher sowie spätmittelalterlich/frühneuzeitlicher Zeitstellung. | D-2-7538-0259 |      |
| Ast (Standort) | Untertägige mittelalterliche und frühneuzeitliche Befunde im Bereich der katholischen Filialkirche St. Petrus in Heidenkam, darunter Spuren von Vorgängerbauten bzw. älteren Bauphasen. | D-2-7538-0302 |      |
| Ast (Standort) | Untertägige mittelalterliche und frühneuzeitliche Befunde im Bereich der katholischen Filialkirche St. Georg in Ast, darunter Spuren von Vorgängerbauten bzw. älteren Bauphasen. | D-2-7538-0304 |      |
| Ast (Standort) | Untertägige mittelalterliche und frühneuzeitliche Befunde im Bereich des Schlosses von Ast mit einstmaligen Nebengebäuden und Gartenanlagen, darunter Spuren von Vorgängerbauten bzw. älteren Bauphasen und abgegangenen Gebäudeteilen.                                                                                     | D-2-7538-0305 |      |

### Bodendenkmäler in der Gemarkung Eching
| Lage              | Objekt                                              | Akten-Nr.     | Bild |
| ----------------- | --------------------------------------------------- | ------------- | ---- |
| Eching (Standort) | Siedlung vor- und frühgeschichtlicher Zeitstellung. | D-2-7438-0208 |      |
| Eching (Standort) | Siedlung vor- und frühgeschichtlicher Zeitstellung. | D-2-7538-0122 |      |

### Bodendenkmäler in der Gemarkung Münchsdorf
| Lage                  | Objekt | Akten-Nr.     | Bild |
| --------------------- | --- | ------------- | ---- |
| Münchsdorf (Standort) | Siedlung und verebnete Gräben vor- und frühgeschichtlicher Zeitstellung. | D-2-7538-0260 |      |
| Münchsdorf (Standort) | Untertägige mittelalterliche und frühneuzeitliche Befunde im Bereich der katholischen Pfarrkirche St. Michael in Zweikirchen, darunter Spuren von Vorgängerbauten bzw. älteren Bauphasen. | D-2-7538-0297 |      |

### Bodendenkmäler in der Gemarkung Tiefenbach
| Lage                  | Objekt | Akten-Nr.     | Bild |
| --------------------- | --- | ------------- | ---- |
| Tiefenbach (Standort) | Siedlung vor- und frühgeschichtlicher Zeitstellung. | D-2-7438-0006 |      |
| Tiefenbach (Standort) | Frühmittelalterlicher Ringwall. | D-2-7438-0301 |      |
| Tiefenbach (Standort) | Mittelalterlicher Burgstall Schloßberg. | D-2-7438-0302 |      |
| Tiefenbach (Standort) | Körpergräber vor- und frühgeschichtlicher Zeitstellung. | D-2-7438-0303 |      |
| Tiefenbach (Standort) | Siedlung der Gruppe Oberlauterbach. | D-2-7438-0305 |      |
| Tiefenbach (Standort) | Verebnete Grabenwerke vor- und frühgeschichtlicher Zeitstellung. Siedlung des Neolithikums, unter anderem des Mittelneolithikums und der Pollinger Gruppe.                                    | D-2-7438-0306 |      |
| Tiefenbach (Standort) | Siedlung vor- und frühgeschichtlicher Zeitstellung. | D-2-7438-0309 |      |
| Tiefenbach (Standort) | Siedlung vor- und frühgeschichtlicher Zeitstellung. | D-2-7438-0310 |      |
| Tiefenbach (Standort) | Siedlung vor- und frühgeschichtlicher Zeitstellung. | D-2-7438-0311 |      |
| Tiefenbach (Standort) | Siedlung vor- und frühgeschichtlicher Zeitstellung. | D-2-7438-0312 |      |
| Tiefenbach (Standort) | Siedlung vor- und frühgeschichtlicher Zeitstellung. | D-2-7438-0313 |      |
| Tiefenbach (Standort) | Siedlung vor- und frühgeschichtlicher Zeitstellung. | D-2-7438-0314 |      |
| Tiefenbach (Standort) | Siedlung vor- und frühgeschichtlicher Zeitstellung. | D-2-7438-0315 |      |
| Tiefenbach (Standort) | Verebnete Grabhügel vorgeschichtlicher Zeitstellung. | D-2-7438-0316 |      |
| Tiefenbach (Standort) | Verebnetes Grabenwerk vor- und frühgeschichtlicher Zeitstellung. | D-2-7438-0317 |      |
| Tiefenbach (Standort) | Siedlung und Gräber vor- und frühgeschichtlicher Zeitstellung. | D-2-7438-0318 |      |
| Tiefenbach (Standort) | Siedlung vor- und frühgeschichtlicher Zeitstellung. | D-2-7438-0320 |      |
| Tiefenbach (Standort) | Untertägige mittelalterliche und frühneuzeitliche Befunde im Bereich der katholischen Kirche St. Ulrich in Tiefenbach, darunter Spuren von Vorgängerbauten bzw. älteren Bauphasen.            | D-2-7438-0456 |      |
| Tiefenbach (Standort) | Untertägige mittelalterliche und frühneuzeitliche Befunde im Bereich der katholischen Filialkirche St. Dionysius in Untergolding, darunter Spuren von Vorgängerbauten bzw. älteren Bauphasen. | D-2-7438-0461 |      |
| Tiefenbach (Standort) | Viereckschanze der späten Latènezeit. | D-2-7538-0221 |      |
| Tiefenbach (Standort) | Vogelherd des Mittelalters. | D-2-7538-0222 |      |
| Tiefenbach (Standort) | Siedlung der Stichbandkeramik. | D-2-7538-0223 |      |
| Tiefenbach (Standort) | Siedlung vor- und frühgeschichtlicher Zeitstellung. | D-2-7538-0224 |      |
| Tiefenbach (Standort) | Siedlung vor- und frühgeschichtlicher Zeitstellung, unter anderem der Münchshöfener Gruppe.                                                                                                   | D-2-7538-0225 |      |
| Tiefenbach (Standort) | Siedlung vor- und frühgeschichtlicher Zeitstellung. | D-2-7538-0226 |      |
| Tiefenbach (Standort) | Siedlung vor- und frühgeschichtlicher Zeitstellung. | D-2-7538-0227 |      |